# Ninja Gaiden Shadow
Ninja Gaiden Shadow, i Japan Ninja Ryūkenden GB: Matenrō Kessen (忍者龍剣伝GB 摩天楼決戦?), och i Europa och Australien Shadow Warriors, är ett sidscrollande actionspel från 1991 till Game Boy.
Spelet handlar om ninjan Ryu Hayabusa, som skall rädda New York.

### Fotnoter
1. ↑  ”Shadow Warriors” (på svenska). Nintendomagasinet (Kungsbacka: Atlantic) (6-7 1992):  sid. 26-27 (Power Player). juni-juli 1992. Läst 20 april 2014.